# 彩帆八幡神社
彩帆八幡神社（サイパンはちまんじんじゃ）とは北マリアナ諸島サイパン島のカグナン・ロードの外れにある神社である。

## 概要
当初の八幡神社は1924年（大正13年）に建設された。第二次世界大戦のサイパンの戦いでも破壊されなかったものの、鳥居は倒れたまま残っている。それでも現地の土地所有者によって神社は管理され面影を残し続けてきた。その土地所有者によれば1950年代か1960年代に狛犬の石像が撤去されそのうちの1つがススペにあるサイパン・シビックセンターに所在しているとされる。
1981年（昭和56年）、埼玉県にある久伊豆神社の宮司によって彩帆八幡神社として再建された。この時祭神はサイパン国魂大神、八幡大神、久伊豆大神の三神とされた。また鳥居も日本で社殿と共に製作され再び立てられた。
2003年（平成15年）に "Hachiman Jinja" としてアメリカ合衆国国家歴史登録財に登録された